# كلاوديو جينتيلي
كلاوديو جينتيلي (بالإيطالية :Claudio Gentile.) من مواليد 27 سبتمبر 1953 في طرابلس ليبيا، لاعب وحكم كرة قدم إيطالي دولي سابق.
لعب مع منتخب إيطاليا لكرة القدم.

## روابط خارجية
- كلاوديو جينتيلي على موقع الاتحاد الدولي (مؤرشف)  (الإنجليزية)
- كلاوديو جينتيلي على موقع الاتحاد الأوربي (الإنجليزية)
- كلاوديو جينتيلي على موقع قاعدة بيانات كرة القدم.إي يو (الإنجليزية)
- كلاوديو جينتيلي على موقع ناشيونال فوتبول تيمز (الإنجليزية)
- كلاوديو جينتيلي على موقع عالم كرة القدم.نت (الإنجليزية)
- كلاوديو جينتيلي على موقع أوليمبيديا (الإنجليزية)